# Marmelade (kommun)
Marmelade är en kommun i Haiti.   Den ligger i departementet Artibonite, i den norra delen av landet, 110 km norr om huvudstaden Port-au-Prince.